# Wanda Baldowska
Wanda Baldowska – polska „Sprawiedliwa wśród Narodów Świata”.

## Życiorys
W trakcie II wojny światowej mieszkała w miejscowości Szostaków na terenie dzisiejszej Litwy (wówczas Komisariat Rzeszy Wschód). Ukrywała w swoim domu 17-letnią Żydówkę o nazwisku Guta Kaufman, która uciekła z getta w miejscowości Łoździeje we wrześniu 1941 r., po tym jak Niemcy zamordowali jej najbliższą rodzinę. Baldowska przyjęła Gutę po kilkutygodniowej tułaczce dziewczyny, w trakcie której odmawiano jej schronienia. Dopiero katolicki ksiądz, Litwin Juozas Inkratas, pochylił się nad jej losem, załatwił dla niej fałszywe dokumenty i przekazał pod opiekę Wandzie, uchodzącej za pobożna katoliczkę. Baldowska ukrywała swą podopieczną aż do oswobodzenia jej rodzinnych terenów z rąk Niemców i wkroczenia Armii Czerwonej latem 1944 r. Przy wsparciu gosposi księdza o nazwisku Teofilė Kazlauskaitė Baldowska zapewniała jej pożywienie i wszelkie niezbędne sprawunki.
19 grudnia 1985 r. Instytut Jad Waszem uhonorował Wandę Baldowską medalem „Sprawiedliwy wśród Narodów Świata”.